# Asteriidae
Los astéridos o asteríidos (Asteriidae) son una familia de equinodermos asteroideos del orden Forcipulatida. La familia Asteriidae contiene a la mayoría de las estrellas de mar costeras de Europa, como la estrella de mar común o Asterias rubens. La mayoría de las especies poseen cinco brazos, y las características comunes a las de estrellas de mar de la clase Asteroidea.
Pycnopodia helianthoides de la costa pacífica de América del Norte es la especie más grande, con un diámetro máximo de 90 centímetros. Guarda semejanza, por con sus muchos brazos, con las especies de la familia Solasteridae.

## Géneros
Esta familia incluye los siguientes géneros:
- Ampheraster Fisher, 1923
- Anteliaster Fisher, 1923
- Aphanasterias
- Asterias
- Astrometis Fisher, 1923
- Coronaster Perrier, 1885
- Coscinasterias
- Evasterias Verrill, 1914
- Leptasterias Verrill, 1866
- Lethasterias Fisher, 1923
- Marthasterias
- Orthasterias Verrill, 1914
- Pedicellaster Sars, 1861
- Pisaster Müller and Troschel, 1840
- Pycnopodia Stimpson, 1862
- Rathbunaster Fisher, 1906
- Sclerasterias Perrier, 1891
- Smilasterias
- Stenasterias
- Stephanasterias Verrill, 1871
- Stichastrella
- Stylasterias Verrill, 1914
- Tarsaster Sladen, 1889
- Urasterias